# Sophta castaneiceps
Sophta castaneiceps är en fjärilsart som beskrevs av George Francis Hampson 1896. Sophta castaneiceps ingår i släktet Sophta och familjen nattflyn. Inga underarter finns listade i Catalogue of Life.